# Ridderorden in Portugal
Portugal heeft zowel als koninkrijk als als republiek een groot aantal ridderorden bezeten. 
Er zijn militaire orden, net als in Spanje zijn deze oude kruisvaardersorden onder beheer van een Raad voor de Militaire Orden gesteld en orden van Verdienste. Tegenwoordig is de Portugese president de grootmeester van alle Portugese orden.
Ridderorden van de monarchie
- Het Lint van de Drie Orden (Banda de las Tres Orders)
- De Orde van Aviz
- De Orde van Christus (Orden Militar de Christo)
- De Orde van de Heilige Isabella
- De Orde van Onze Lieve Vrouwe van Villa Viçosa
- De Orde van Sint Jacob van het Zwaard
- De Orde van de Toren en het Zwaard
- De Orde van Verdienste voor de Landbouw en de Industrie

De Portugese orden werden ook in Brazilië verleend. Zie Ridderorden in Brazilië.
Ridderorden van de republiek
- Het Lint van de Drie Orden (Banda de las Tres Orders)
- De Orde van Aviz (Ordem Militar de Aviz)
- De Orde van Christus (Orden Militar de Christo)
- De Orde van het Imperium (Ordem do Imperio)
- De Orde van Sint Jacob van het Zwaard (Ordem Militar de Santiago da Espada)
- De Orde van de Toren en het Zwaard (Ordem Militar da Torre e Espada)
- De Orde van de Infant Dom Henrique (Ordem do Infante Dom Henrique) 1960
- De Orde van Verdienste (Ordem do Mérito) 1927
- De Orde van het Openbaar Onderwijs (Ordem do Instruçǎp Pública) 1927
- De Orde van Verdienste voor de Landbouw en de Industrie (Ordem do Mérito Agricola, Commercial et Industrial) 1893
- De Orde van Militaire Verdienste (Ordem do Mérito Militar)
- De Orde van de Vrijheid (Ordem da Liberdade) 1960

De orden van het Huis Bragança
De Portugese koning in ballingschap en zijn opvolgers bleven ridderorden verlenen.
- De Orde van Onze Lieve Vrouwe van Villa Viçosa
- De Orde van de Heilige Isabella
- De Orde van Sint-Michael van Ala

Zij stichten ook de 
- Orde van de Monarchistische zaak (Portugees: "Ordem da Causa Monarquica") 1993